# Miguel García Vivancos
Miguel García Vivancos (Mazarrón, 19 de abril de 1895 - Córdoba, 23 de enero de 1972) fue un anarquista y pintor español. Miembro de la Confederación Nacional del Trabajo (CNT), durante la Guerra civil mandó varias unidades militares. Con la derrota de la República marchó al exilio, donde desarrolló una próspera carrera como pintor. Fue conocido artísticamente por su segundo apellido.

## Biografía
Nació en Mazarrón el 19 de abril de 1895. Aprendiz en el arsenal de Cartagena, marchó con su madre viuda y hermanos a Barcelona. A temprana edad ingresó en la anarquista Confederación Nacional del Trabajo (CNT); para luchar activamente contra los pistoleros contratados por los empresarios para reprimir las reivindicaciones obreras, formó el grupo Los Solidarios junto Buenaventura Durruti, Francisco Ascaso, Juan García Oliver, Gregorio Jover, Ramona Berri o Aurelio Fernández.
Durante la guerra civil mandó la columna Aguiluchos  de Barcelona que salió a luchar al frente de Huesca. A diferencia de otros anarquistas, García Vivancos vio la necesidad de la militarización e intentó cooperar con los comunistas. Con posterioridad llegó a mandar la 125.ª Brigada Mixta y la 25.ª División, interviniendo en las batallas de Belchite y Teruel. En mayo de 1938 sería ascendido al rango de teniente coronel, por méritos de guerra. Durante el resto de la contienda también desempeñó el mando de las divisiones 29.ª —antigua milicia del POUM— y la 24.ª —esta última, en sustitución del huido Antonio Ortiz Ramírez—.
Huido al finalizar la guerra civil a Francia, fue recluido en 1940 en el Campo de internamiento de Vernet d'Ariège. Permaneció allí al comenzar la ocupación nazi, siendo liberado por la resistencia, incorporándose a la misma. Tras la guerra trabajó en muy diversos oficios. Un día comenzó a pintar escenas y paisajes de París en pañuelos para vendérselos a los soldados norteamericanos. Es así como descubrió sus dotes para la pintura comenzando a plasmar sus obras en óleo sobre lienzo.
En el año 1947 conoció a Picasso que lo acogió con cariño ya que había oído de sus acciones durante la guerra civil. Picasso se interesó por su pintura y le buscó a la marchante María Cuttoli para que se ocupase de darlo a conocer. En el año 1948 realizó su primera exposición en París en la galería Mirador. Se fue haciendo nombre y en una de sus exposiciones André Breton le dedicó unas líneas, diciendo: El duende que Vivancos manifiesta en su pintura, es el don del que se place por descubrir el arte por sí mismo; es la invirginal consagración de la vida acaso vencida de antemano, pero junto a la posibilidad de recomenzarla cada vez.
Gravemente enfermo, regresó a España. Falleció en Córdoba el 23 de enero de 1972.

## Museos
- Museo de Arte Moderno de París
- Museo de Arte Moderno de Nueva York
- Museo de Arte Moderno de Río de Janeiro
- Museo de Arte Moderno de Skopie
- Museo de Laval. Mayenne (Francia)
- Museo de Arte Moderno de Estocolmo
- Museo de Arte Contemporáneo de Madrid
- Museo Internacional de Arte Naïf "Manuel Moral". Jaén.

## Colecciones
Sus obras fueron adquiridas por famosos personajes como François Mitterrand, David de Rothschild, Helena Rubinstein, Greta Garbo, entre otros.

## Exposiciones
- Galería Mirador. París, 1948.
- Galería Mirador. París, 1956.
- Galería Weil. París, 1957.
- Galería Norval. París, 1958.
- Galería Charpentier. París, 1964.
- Galería Ramón Durán. Madrid, 1971, pasando pero su exposición desapercibida tanto por la crítica como por los coleccionistas.
- Galería Arteta. Bilbao, 1972, con gran éxito. Incluso coleccionistas de Madrid de pintura naif y que no se habían enterado de la exposición que había realizado en esta ciudad un año antes, se trasladaron a Bilbao para adquirir su obra.
- Galería Arteta. Bilbao, 1974.

### Exposiciones colectivas
- "Les Peintres Naives". París, 1960.
- "Laienmaler". Basilea, 1961.
- "Pittori Naifs". Roma, 1964.
- "Die Lusthof der Naieven". Rotterdam-París, 1964.
- "Le Panorama Internationale de la Peinture Naive". Rabat, 1964.
- "Von Rousseau bis heute". Zagreb-Belgrado-Rijeka-Ljuhijana", 1970.